# Rivoluzione ungherese del 1848
(Luigi Kossuth)
La rivoluzione ungherese del 1848 fu una delle molte di quell'anno, strettamente legata alle altre rivoluzioni del 1848 nelle aree dell'Impero asburgico.
Essa nacque in seguito alla dichiarazione d'indipendenza del popolo ungherese, guidato dal liberale Lajos Kossuth, dalla dominazione asburgica. 
Kossuth richiedeva che alcune prerogative del popolo magiaro fossero rispettate, come un ampliamento del diritto di voto, e il trasferimento da Presburgo a Pest della Dieta ungherese.
L'anniversario dell'inizio della rivoluzione, il 15 marzo, è uno dei tre giorni di festa nazionale in Ungheria (Festa nazionale ungherese).

## Storia
L'Ungheria ha passato molti secoli della sua storia indipendente, con privilegi feudali ma soprattutto con una forte coscienza nazionale; durante la sottomissione all'Impero asburgico il Paese rimase parzialmente autonomo. Ma la "bomba" scoppiò a causa dei nuovi ideali nazional-liberali che, radicati profondamente nella mente dei Magiari, fecero emergere molte personalità con spinte indipendentistiche; il ministro delle finanze ungherese Luigi Kossuth fu colui che guidò l'Ungheria indipendente, la quale all'inizio del 1848, ed anche prima, chiedeva solo maggiore autonomia, ma in seguito all'emanazione della Costituzione di Felix Schwarzenberg che sottraeva tutti gli antichi privilegi agli Ungheresi, proclamò la sua indipendenza dall'Impero, e con questa anche la sua aperta ostilità contro la monarchia asburgica.
In breve tempo in Ungheria fu creato un governo, numerosi organi amministrativi, e soprattutto un esercito regolare di circa 30 000 uomini o poco più. Il nuovo Stato magiaro era guidato da Luigi Kossuth e dai radicali che avevano fortemente appoggiato la politica secessionista dell'Ungheria. Dapprima l'esercito ungherese riportò qualche vittoria, anche significativa, contro l'esercito imperiale guidato da Josip Jelačić e Alfred von Windisch-Graetz.
La nuova Ungheria si proponeva come potenza regionale europea, e comprendeva le attuali Ungheria, Slovacchia, Transilvania, Croazia, e Istria; questa sua posizione centrale in Europa e nei Balcani però non lasciò indifferenti gli altri Paesi europei, soprattutto l'Impero russo le era ostile, in quanto come membro della Santa Alleanza sarebbe dovuta intervenire a fianco dell'Austria imperiale per difendere la restaurazione dell'ancient regime.
La situazione in queste circostanze si capovolse, la Russia dichiarò presto guerra al nuovo Stato nazionale ungherese e inviò 130 000 uomini all'incirca attraverso la Transilvania per poi farli avanzare verso la sponda orientale del Danubio (che taglia in due parti l'Ungheria).
Le truppe magiare incominciarono così una lunga collezione di sconfitte, che portò il generale dell'esercito ungherese Artúr Görgei alla resa il 13 agosto del 1849. Attraverso la mediazione di Gyula Andrássy il Vecchio Kossuth riuscì però a fuggire entro i confini dell'Impero ottomano, seppellendo prima della fuga la sacra corona di santo Stefano d'Ungheria a Orșova. La rivolta ungherese culminò nel settembre del 1849 con le impiccagioni di 13 generali ungheresi ad Arad (oggi in Romania), noti come i Martiri d'Arad, e del primo ministro Lajos Batthyány a Pest. Ai moti rivoluzionari prese parte la Legione Italiana, un contingente di volontari italiani guidati dal colonnello bresciano Alessandro Monti.

## Amministrazione e politica
L'Ungheria rivoluzionaria era fondamentalmente amministrata nello stesso modo del Regno d'Ungheria, ovvero il territorio era diviso in "comitati", i quali erano governati da un'aristocrazia terriera, ovvero i conti che erano esenti dalle tasse e avevano pieno potere sui loro sudditi e sui contadini, potere limitato dall'autorità del sovrano. Nel 1848 lo Stato magiaro era ancora arretrato rispetto al resto d'Europa e soprattutto rispetto alla vicina Austria; la sua economia si basava sull'agricoltura, la quale era ancora molto rudimentale per quei tempi, soprattutto in confronto alla ben più avanzata agricoltura meccanizzata, che nel frattempo si stava sviluppando nei Paesi più progrediti dell'Occidente. 
Il mondo politico del nuovo Stato magiaro faceva perlopiù affidamento al gruppo dei radicali, che avevano preso le distanze dall'Austria, ma in Ungheria vi erano anche liberali e moderati, i quali, pur non vedendo di buon occhio la separazione dall'Impero austriaco e il governo radicale di Kossuth, lo appoggiarono, anche se non fecero la stessa fine durante le esecuzioni di Arad.
I radicali guidati da Kossuth credevano molto nell'indipendenza, poiché pensavano che l'attaccamento agli Asburgo limitasse e andasse contro i principi e la dignità della stessa Ungheria.

### Uno Stato nazionale
La nuova Ungheria rivoluzionaria si proponeva come Stato nazionale, integrato in un'Europa dove i focolai del nazionalismo erano ormai parte dei popoli; pur governato come uno Stato nazionale magiaro, il Regno d'Ungheria del 1849 comprendeva più nazioni ed etnie, quali Croati, Rumeni, Serbi Slovacchi e Tedeschi, verso i quali era attuata una politica di "magiarizzazione".
Con la sua dichiarazione d'indipendenza del 1849 il parlamento di Debrecen sperava in un appoggio delle potenze occidentali, quali Francia e Inghilterra contro il giogo austriaco; naturalmente le potenze rimasero neutrali al conflitto austro-ungherese, poiché la nuova "nazione" ungherese avrebbe destabilizzato l'equilibrio raggiunto con la Restaurazione, sempre più minacciato dallo stesso nazionalismo.

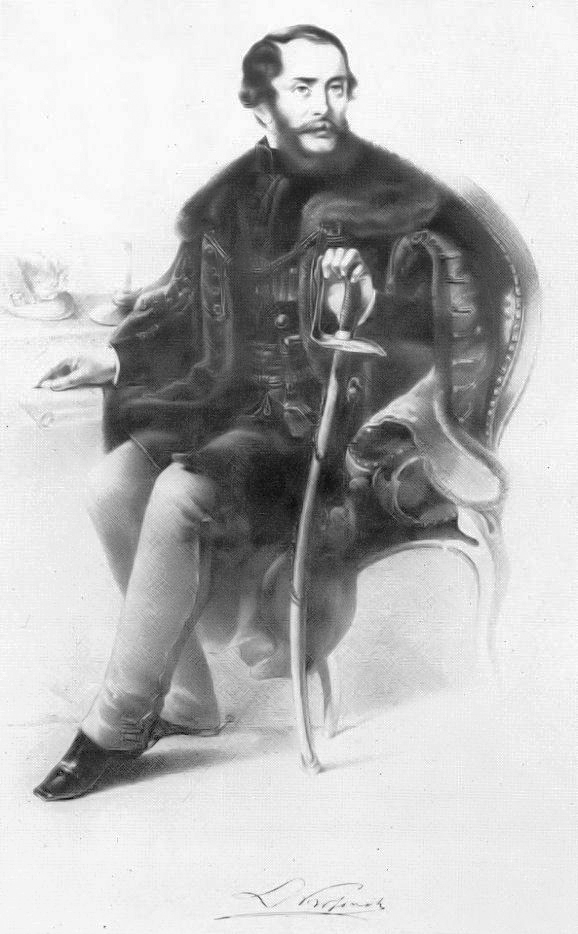
Luigi Kossuth governatore dell'Ungheria rivoluzionaria del 1849

### Comitati dell'Ungheria rivoluzionaria (1848)
- Abaúj-Torna
- Alsó-Fehér
- Arad · Árva
- Bács-Bodrog
- Baranya
- Bars
- Békés
- Bereg
- Beszterce-Naszód
- Bihar
- Borsod
- Brassó
- Csanád
- Csík
- Csongrád
- Esztergom
- Fejér
- Fogaras
- Gömör-Kishont
- Győr
- Hajdú
- Háromszék
- Heves
- Hont
- Hunyad
- Jász-Nagykun-Szolnok
- Kis-Küküllő
- Kolozs
- Komárom
- Krassó-Szörény
- Liptó · Máramaros
- Maros-Torda
- Moson
- Nagy-Küküllő
- Nógrád
- Nyitra
- Pest-Pilis-Solt-Kiskun
- Pozsony
- Sáros
- Somogy
- Sopron
- Szabolcs
- Szatmár
- Szeben
- Szepes
- Szilágy
- Szolnok-Doboka
- Temes · Tolna
- Torda-Aranyos
- Torontál
- Trencsén
- Turóc
- Udvarhely
- Ugocsa
- Ung
- Vas
- Veszprém
- Zala
- Zemplén
- Zólyom

## Pro memoria nell'arte
- Franz Liszt dedicò un brano a tutti i deceduti sotto la rivoluzione ungherese (Funerailles dalle Armonie poetiche e religiose).